# David Fëdorovič Ojstrach
David Fëdorovič Ojstrach (in russo Давид Фёдорович Ойстрах?; Odessa, 30 settembre 1908 – Amsterdam, 24 ottobre 1974) è stato un violinista sovietico.
Tra i più grandi interpreti del violino del XX secolo, ha profondamente influenzato la tecnica dello strumento per la maestria tecnica, la naturalezza e il virtuosismo.
Con un ampio repertorio, che spaziava da Bach a Šostakovič, suonò con le più importanti orchestre del mondo dirette dai più grandi direttori e si esibì accanto ad artisti come Mstislav Rostropovič e Svjatoslav Richter.
A lui sono stati dedicati il concerto per violino e orchestra di Aram Chačaturjan e i due concerti per violino e orchestra di Dmitrij Šostakovič. Per circa 10 anni suonò uno Stradivari del 1702. Ha lasciato una sconfinata discografia. L'unico figlio, Igor', è stato anch'egli violinista.

## Biografia

### I primi anni

David Ojstrach nel 1961

Nacque nella cosmopolita Odessa sul Mar Nero, a quel tempo facente parte della Russia zarista (adesso in Ucraina), nella modesta famiglia di Fëdor Davydovič Ojstrach e Isabella Stepanovna Kolker, entrambi di origine ebrea e dotati di talento musicale (il padre suonava il violino e alcuni strumenti a fiato, la madre era corista d'opera).
All'età di 5 anni David, spinto dalla madre, comincia a studiare il violino e la viola con l'insegnante Pëtr Stoljarskij, il primo e solo insegnante che Ojstrach abbia mai avuto. Con Stoljarskij, con un metodo di insegnamento non accademico, rivolto a valorizzare il talento dell'allievo attraverso gli aspetti più ludici della didattica, studiò anche Nathan Milstein, che con Ojstrach si esibì in concerto nel 1914, in occasione del diploma di Milstein.
Dopo il debutto a Odessa all'età di 6 anni, Ojstrach entrò nel Conservatorio di Odessa nel 1923, dove studiò fino al 1926.
Durante questo periodo, il grandissimo talento di Ojstrach cominciava già a farsi notare, e il suo debutto vero e proprio fu nel febbraio del 1924 ad Odessa. Quel concerto fu uno dei trampolini di lancio per la carriera del giovane Ojstrach che ebbe così l'opportunità di suonare il concerto di Glazunov diretto dallo stesso compositore e di essere invitato a Leningrado per eseguire il concerto di Čajkovskij.
Negli stessi anni Ojstrach andò a Mosca dove conobbe la donna che sarebbe diventata sua moglie, Tamara Rotareva, che suonava il pianoforte. Dal 1934 ricoprì l'incarico di insegnante nel Conservatorio di Mosca, forgiando numerosi talenti come Gidon Kremer. Dal 1935 al 1972 collaborò col pianista Lev Oborin; dal 1941 al 1963 i due interpreti insieme al violoncellista Svjatoslav Knuševickij formarono un trio denominato “Trio Oborin-Oistrach-Knuševickij” o più semplicemente “Trio Ojstrach”, che si è esibito in Unione Sovietica e in Europa.

### Durante la Seconda Guerra Mondiale
La Seconda guerra mondiale capitò proprio negli anni in cui l'attività concertistica di Ojstrach cominciava a essere fittissima.
Tuttavia, durante questo periodo Ojstrach rimase sempre in Russia, dove teneva concerti e insegnava al Conservatorio di Mosca. Eseguì per la prima volta il Concerto di Nikolaj Mjaskovskij e quello di Aram Chačaturjan. Durante gli anni della Seconda Guerra Mondiale, Ojstrach conobbe anche Dmitrij Šostakovič col quale strinse un rapporto di grande amicizia; ciò è confermato dal fatto che Šostakovič gli dedicò i suoi due concerti per violino.
Un episodio da ricordare legato agli anni della Seconda Guerra Mondiale è l'esecuzione del concerto di Čajkovskij che Ojstrach suonò nonostante il suono delle sirene che segnalavano un attacco nazista sulla città. Lui continuò a suonare e il pubblico presente rimase ad ascoltare.

### Viaggi internazionali

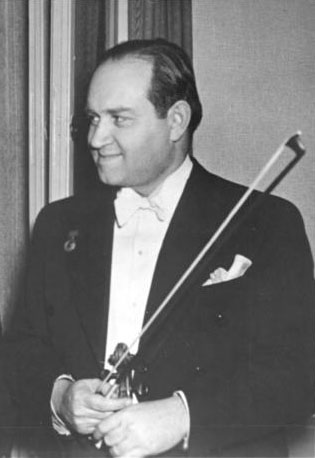
Ojstrach nel 1954

Nel dopoguerra Ojstrach diventò famoso a livello mondiale, poiché ebbe opportunità di lasciare l'URSS.
Fu invitato a numerosissimi festival musicali come il nuovo "Prague Spring". Nell'ottobre del 1949 diede il suo primo concerto in Occidente, suonando il Concerto di Sibelius a Helsinki. Nel 1951, con una delegazione di artisti russi, fu invitato al festival "Maggio Musicale" di Firenze (primo concerto in Italia) e il 30 giugno 1951 suona per la prima volta al Teatro alla Scala di Milano; nel 1952 fu invitato nella Germania dell'Est per le celebrazioni beethoveniane, nel 1953 in Francia, nel 1954 in Inghilterra e nel 1955 negli Stati Uniti dove ebbe opportunità di esibirsi nella rinomata Carnegie Hall. Nel 1959 si avvicinò anche alla direzione d'orchestra e nel 1960 fu premiato con il Premio Lenin. Fra il 1967 e il 1972 dà vita a un duo con il pianista Svjatoslav Richter.

### Gli ultimi anni
Nel 1968 furono svolte varie celebrazioni per festeggiare il suo sessantesimo compleanno. Memorabile la sua esecuzione del concerto di Čajkovskij, quello che probabilmente amava di più, il 27 settembre nella sala grande del conservatorio di Mosca col direttore Gennadij Roždestvenskij e l'Orchestra Filarmonica di Mosca, davanti alle telecamere della televisione di stato.
Il 3 maggio 1969, presso la Malyj Sal Konservatorii del Conservatorio Čajkovskij di Mosca, suona nella prima esecuzione assoluta pubblica della Sonata op. 134 di Dmitrij Šostakovič col pianista Svjatoslav Teofilovič Richter. L’8 gennaio 1969 era avvenuta la prima esecuzione privata a Mosca presso l’Unione dei compositori sovietici col pianista Mojsej Vajnberg. 

Nello stesso anno, e in vista delle celebrazioni del bicentenario beethoveniano del 1970 i dirigenti della EMI decidono di riunire le quattro star della classica di quel momento: David Ojstrach, Svjatoslav Richter, Mstislav Rostropovič e Herbert von Karajan con la Berliner Philharmoniker. In merito alla registrazione del 15-17 settembre 1969 del Triplo Concerto op. 56 di Beethoven, presso la Jesus Christus Kirche di Dahlem di Berlino, i pareri della critica sono quasi sempre stati entusiastici sin dalla prima uscita su long playing. Evidentemente tra i quattro grandi interpreti ci dovrebbe essere stata una convergenza di vedute e una sintonia totale dal punto di vista interpretativo. In realtà la pubblicazione postuma degli scritti di Svjatoslav Richter (1915-1997) (prima edizione in francese, 1998) porta alla luce una realtà differente. Richter prima descrive la forte personalità di Ojstrach 
Dopo aver descritto la loro lunga amicizia e breve collaborazione (luglio 1967-agosto 1972), queste sono le parole di Richter relative a quella registrazione: 
Negli ultimi anni di vita soffrì di alcuni attacchi di cuore, ma non si fermò mai, dando fino all'ultimo concerti in giro per il mondo.
È sepolto a Mosca nel cimitero del Convento di Novodevičij.

## Premi e riconoscimenti
Ojstrach diventò famoso in seguito alla vittoria di importantissimi concorsi, iniziando a vincere quelli nazionali, come il Premio Unione Sovietica del 1935, e poi quelli internazionali di grandissima importanza, come il Concorso Eugène Ysaÿe di Bruxelles (poi chiamato "Regina Elisabetta") nel 1937; in seguito a questa vittoria Stalin gli regalò una casa in Russia. Partecipò anche al Concorso Wieniawski a Varsavia nel 1935, dove arrivò secondo, dietro alla bambina prodigio Ginette Neveu, di sedici anni; Ojstrach accettò serenamente il verdetto e mostrò grande ammirazione per la vincitrice, come si legge in una lettera mandata alla moglie.
L'asteroide 42516 Oistrach è stato chiamato così in onore suo e di suo figlio Igor.

## Opere dedicate a Ojstrach
- Concerto per violino in re minore op. 44 di Nikolaj Mjaskovskij, 1938, prima esecuzione 10 gennaio 1939
- Concerto per violino in re minore di Aram Chačaturjan, 1940, prima esecuzione 16 novembre 1940
- Sonata per violino nº 1 in fa minore op. 80 di Sergej Prokof'ev, 1938-46, prima esecuzione 23 ottobre 1946
- Sonata per violino nº 2 in re maggiore op. 94a (trascrizione dal flauto) di Sergej Prokof'ev, 1943-44, prima esecuzione 17 giugno 1944
- Concerto per violino nº 1 in mi minore di Nikolai Rakov, 1944
- Trio in la minore op. 39 di Vissarion Šebalin, 1946-47 prima esecuzione 22 gennaio 1950
- Trio in fa diesis minore di Arno Babadžanjan, 1952
- Concerto per violino nº 1 in la minore op. 77 (ex 99) di Dmitrij Šostakovič, 1947-48, prima esecuzione 29 ottobre 1955
- Concerto per violino di Ernst Hermann Meyer, 1963-64, prima esecuzione 5 marzo 1965
- Concerto per violino nº 2 in do diesis minore op. 129 di Dmitrij Šostakovič, 1967 per i suoi 60 anni, prima esecuzione 26 settembre 1967
- Sonata per violino op. 134 di Dmitrij Šostakovič, 1968 prima esecuzione 8 gennaio 1969

## Gli strumenti di Ojstrach

### Violini
Suonò su otto Stradivari, che lui chiamava familiarmente i suoi "samovar":
1. Il Youssoupov (1736)
2. L'ammiraglio Kayserinov (1699)
3. Il Sergeï Shakovsky (1707)
4. L'ex-Poliakin (1712)
5. Il Malakov (1713)
6. L'URSS (1717), personale
7. Il Conte de Fontana (1702), personale
8. Il Marsick (1705), personale

### Viola
Andrea Guarneri (in seguito suonata da suo figlio Igor')

## Discografia parziale
- Bach, Violin Concertos BWV 1041 - 1043 - David Oistrakh/Igor Oistrakh/Sir Eugene Goossens/Royal Philharmonic Orchestra/Wiener Symphoniker, 1962 Deutsche Grammophon
- Beethoven, Violin Concerto - David Oistrakh, EMI
- Beethoven: Triple Concerto & Brahms: Double Concerto - Berliner Philharmoniker/Cleveland Orchestra/David Oistrakh/George Szell/Herbert von Karajan/Mstislav Rostropovich/Sviatoslav Richter, EMI Great Recordings of the Century
- Brahms, Double Concerto - Oistrakh/Rostropovich/Cleveland Orchestra/Szell, 1970 His Master's Voice/EMI – Grammy Award for Best Classical Performance – Instrumental Soloist or Soloists (with or without orchestra) 1971
- Brahms: Concerto Per Violino; Beethoven: 2 Romanze Per Violino; Tchaikovsky: Meditation Op. 42 N. 1 - David Oistrakh, 2003 Riccardo Mainardi/Rosanna Jacobs/Djamel F
- Chopin, Dvořák, Ravel & Smetana: Piano Trios - David Oistrakh/Lev Oborin/Svyatoslav Knushevitzky, Deutsche Grammophon
- Debussy, Ravel & Ysaÿe: Violin Sonatas - Prokofiev: 5 Mélodies - David Oistrakh/Frida Bauer, 1966 Philips
- Khachaturian: Violin Concerto, Taneyev: Suite de Concert - David Oistrakh/Philharmonia Orchestra, 1955/1957 EMI Great Recordings of the Century
- Mozart: Violin Concertos Nos. 1-5, Concertone in C, Rondo in C, Adagio in E, Rondo Concertante in B Flat, Sinfonia Concertante for Violin and Viola, Berliner Philharmoniker/David Oistrakh/Igor Oistrakh, 1972 EMI
- Mozart: Violin Concerto No. 3 - Beethoven: Violin Concerto in D Major - David Oistrakh/French National Radio Orchestra/Philharmonia Orchestra/André Cluytens, Regis
- Mozart: Sinfonia Concertante - Bruch: Scottish Fantasia - Hindemith: Violin Concerto - David Oistrakh/Igor Oistrakh/Jasha Horenstein/Kyril Kondrashin/London Symphony Orchestra/Moscow Philharmonic Orchestra/Paul Hindemith, Decca
- Prokofiev, Violin Concertos - David Oistrakh, EMI
- Shostakovich, Violin Concerto No. 1 - 1973 EMI - Miglior interpretazione solista di musica classica con orchestra (Grammy) 1975
- Tchaikovsky: Violinconerto in D Major, Op. 35; Sibelius: Violin Concerto, Op. 47 in D minor - Eugene Ormandy/David Oistrakh/The Philadelphia Orchestra, 1960/1961 Sony
- Oistrakh - Tchaikovsky: Violin Concerto - Brahms: Violin Concerto - Royal Philharmonic Orchestra/Norman Del Mar/David Oistrakh/London Philharmonic Orchestra/Sir Malcolm Sargent, BBC
- The Very Best of David Oistrakh - EMI
- Oistrakh, The Complete EMI Recordings - David Oistrakh, EMI
- Oistrach, The David Oistrach Edition - DG/Decca/Philips/Westminster, Deutsche Grammophon